# Майолино, Анна Мария
Анна Мария Майолино (порт. Anna Maria Maiolino, 20 мая 1942; Скалея, Италия) — бразильская художница, работающая в направлении современного искусства.

## Ранняя биография
Анна Мария Майолино родилась в Скалее (Калабрия), на юге Италии. Её отец был итальянцем, а мать — эквадоркой. В 1954 году её семья эмигрировала в Венесуэлу, где она с 1958 года начала заниматься в Национальной школе Кристобаль Рохас (исп. Escola Nacional Cristobal Rojas). В 1960 году Анна Мария вместе со своей семьёй перебралась в Рио-де-Жанейро (Бразилия). Здесь она посещала курсы живописи и резьбы по дереву в Национальной школе изящных искусств, где она познакомилась с художниками Антонио Диасом и Рубенсом Герхманом, с которыми позднее будет участвовать в ранних бразильских художественных движениях.

## Участие в художественных движениях
В возрасте 18 лет Анна Мария Майолино стала участвовать в бразильских художественных движениях 1960-х и 1970-х годов, включая новую конфигурацию, неоконкретизм и новое бразильское движение объективности в 1967 году, которое изменило природу бразильского искусства. Во время своей связи с бразильским движением объективности она сотрудничала со многими авторитетными бразильскими художниками, включая Лижию Кларк и Лижию Папе. В этот период её картины рассматривались как сопротивление бразильскому военному режиму, а также растущему социальному неравенству в стране.

## Работы
Первая персональная выставка Майолино прошла в 1967 году в галерее Гельди, где были представлены её гравюры на дереве. Получив бразильское гражданство, она в 1968 году перебралась в Нью-Йорк, чтобы больше сосредоточиться на искусстве минимал-арта и концептуализма. В это время Майолино создавала произведения, нацеленные на взаимодействие объектов и зрителей. В середине 1971 года ей была предоставлена стипендия для участия в семинаре Международного графического центра в Университете Пратта по рекомендации Луиса Камницера. Находясь в Нью-Йорке, она обратилась к поэзии как к своему основному способу выражения. После возвращения в Бразилию в конце 1971 года Майолино начала создавать рисунки и текстовые композиции. Произведения тех лет включают «Ментальные карты» (1971-1974), «Книжные объекты» (1971-1976) и «Объекты рисования» (1971-1976). С середины 1970-х и до 1980-х годов Майолино начала работать с фильмами на камеру «Супер 8» и другими проектами, нацеленными на перформативное взаимодействие между объектами искусства и аудиторией. В 1989 году она получила премию Марио Педроса от Бразильской ассоциации искусствоведов за лучшую выставку года за свою выставки в галерее Пекена и начала работать с глиной для серии «Modeled Earth». Тогда же Майолино начала использовать глину, цемент и штукатурку для лепки настенных скульптур. Впоследствии она продолжила исследовать природу материала через трудоёмкие процессы, такие как моделирование, лепку и литьё.

## Публикации
- Anna Maria Maiolino, M Catherine de Zegher; Drawing Center (New York, N.Y.); Museu de Arte Moderna de São Paulo.; Paço Imperial do Rio de Janeiro New York : Drawing Center, 2002[12].
- Anna Maria Maiolino : order and subjectivity, Asbury, Michael. Nicosia, Cyprus : Pharos Centre for Contemporary Art, 2009[13].